# Jakub Szynkiewicz

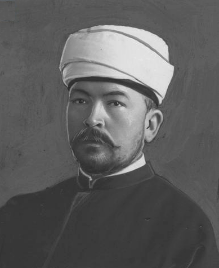
Jakub Szynkiewicz

Jakub Szynkiewicz (eingedeutscht: Jakob Schinkewitsch) (* 16. April 1884 in Ljachawitschy, damals Russisches Kaiserreich; † 1. November 1966 in Waterbury, Connecticut) war der erste Großmufti des unabhängigen Polens.
Jakub Szynkiewicz wurde 1884 in Ljachawitschy (poln. Lachowicze), im heutigen Belarus, geboren. Er stammte aus einer muslimischen Familie von Lipka-Tataren und wurde geboren als Sohn von Sulejman und Fatma.
1904 beendete er seine Schulausbildung an der Oberrealschule in Minsk und studierte anschließend Ingenieurwissenschaften an der Technischen Hochschule und ab 1912 Orientalistik an der Universität Sankt Petersburg, wozu er vorher eine Ergänzungsprüfung in Latein absolvieren musste.
Nach Ende des Krieges zog er 1919 nach Berlin, wo er weiter studierte. Im Sommersemester 1924 war er in London, um im British Museum die Rabghuzi-Handschrift für seine Doktorarbeit abzuschreiben. 1925 wurde er von der Universität Berlin mit einer deutschsprachigen Dissertation promoviert. Am 28. Oktober desselben Jahres wurde er zum ersten Großmufti der polnischen Muslime in Wilno gewählt.
Er übersetzte anschließend Teile des Korans vom Arabischen ins Polnische, 1935 wurde sein Buch Wersety z Koranu (Verse aus dem Koran) veröffentlicht. Während seiner Zeit als Großmufti konnte Szynkiewicz Kontakte zu muslimischen Gemeinden aus aller Welt herstellten. Für seine Arbeit in der islamischen Gemeinschaft Polens wurde ihm 1936 der Orden Polonia Restituta verliehen.
Sein Ziel, eine Moschee für die damalige muslimische Gemeinde in Warschau zu errichten, konnte nach dem deutschen Überfall auf Polen im Jahr 1939 nicht mehr realisiert werden. Im von den Nationalsozialisten besetzten Polen kollaborierte Szynkiewicz zunächst mit den Deutschen und wurde zum „Mufti des Ostlands“ ernannt. 1944 verließ er Polen. Nach dem Krieg ließ er sich schließlich in Ägypten nieder und kehrte nicht mehr ins nun kommunistische Polen zurück. Nach der Machtergreifung Nassers zog er in die Vereinigten Staaten, wo er schließlich auch starb.